# جیپ ون دن بوس
جیپ ون دن بوس (انگلیسی: Jip van den Bos؛ زادهٔ ۱۲ آوریل ۱۹۹۶) دوچرخه‌سوار اهل پادشاهی هلند است.
از باشگاه‌هایی که در آن بازی کرده‌است می‌توان به بولز–دولمنز اشاره کرد.